# Rypticus maculatus
Rypticus maculatus är en fiskart som beskrevs av Holbrook, 1855. Rypticus maculatus ingår i släktet Rypticus och familjen havsabborrfiskar. Inga underarter finns listade i Catalogue of Life.